# Casa dei Botta
La casa dei Botta è un edificio storico di Milano situato in via San Maurilio n. 14.

## Storia e descrizione
Il palazzo, pur avendo origine nel XV secolo, presenta all'esterno un aspetto tipicamente settecentesco dovuto ai rifacimenti dell'epoca, risulta essere molto austero con poche decorazioni, ad eccezione delle modanature in pietra degli archi del pian terreno. Passando per un androne con volte a lunetta si accede al cortile porticato su un solo lato, resto del portico originale quattrocentesco su tutti e quattro i lati in stile bramantesco. Le colonne dei tre lati scomparsi del portico sono state inglobate nella muratura e alcune sono tuttora visibili. Il corpo principale del palazzo sulla sinistra dal porticato presenta un solo piano decorato con finte arcate e bugnato: all'interno vi è un fastoso scalone con balaustra in pietra decorato con lesene e colonne di ordine ionico.